# Cameron Diaz
Cameron Michelle Diaz (San Diego, 30 augustus 1972) is een Amerikaans actrice, stemactrice en model.

## Levensloop
Diaz groeide op in Californië. Op haar vijftiende werd ze ontdekt door een fotograaf, die zorgde voor een contract bij het modellenbureau Elite. Vanaf haar zestiende reisde ze de wereld rond als model.
Na haar modellencarrière ging Diaz acteren. Met haar eerste filmrol in The Mask brak ze direct door.
Ze werd voor haar rollen in zowel There's Something About Mary, Being John Malkovich, Vanilla Sky als Gangs of New York genomineerd voor een Golden Globe. Meer dan vijftien andere acteerprijzen kreeg ze daadwerkelijk toegekend, waaronder een American Comedy Award voor There's Something About Mary. Diaz werd daarentegen ook genomineerd voor de Golden Raspberry Award voor slechtste actrice voor zowel Charlie's Angels: Full Throttle als What Happens in Vegas...
In 2009 kreeg ze een ster op de beroemde Hollywood Walk of Fame.
In 2014 was Diaz te zien in de bioscoopfilm Annie, dit was haar laatste rol die ze vertolkte voor ze met haar tijdelijke acteerpensioen ging. In 2017 maakte ze bekend dat ze sindsdien genoeg had van het vele reizen voor het opnemen van films: ze zei daarom geen films meer te willen maken. Ook wilde ze meer vrije tijd hebben voor haar kinderen.
In juni 2022 werd aangekondigd dat Diaz zou terugkeren naar acteren door samen met Foxx (hun reünie sinds Annie) in de Netflix-actiekomedie Back in Action te spelen. Datzelfde najaar gingen de opnamen van de film van start, de film ging vervolgens pas in januari 2025 in première.